# Церковь Лоретанской Богоматери (Варшава)
Церковь Лоретанской Богоматери (пол. Kościół Najświętszej Matki Bożej Loretańskiej) — церковь в епархии Варшавы-Праги Римско-католической церкви в столице Польши. Храм расположен в историческом районе Прага. Он построен в стиле барокко.

## История
В 1617 году, по приглашению Софии Крыской, жены великого канцлера Феликса Крыского, в Прагу под Варшавой прибыли монахи-бернардинцы, для которых в том же году были заложены церковь и монастырь. Место строительства храма 4 октября 1617 года было освящено Хенриком Фирлеем, епископом Плоцка в присутствии короля Сигизмунда III Вазы и королевского двора. Монастырь пользовался благосклонностью королей Сигизмунда III и Владислава IV. С 1628 по 1638 год было завершено строительство кирпичных монастыря и церкви в честь святого Андрея.
К южной стене церкви, на средства короля Владислава IV и королевы Цецилии Ренаты Австрийской, была пристроена Лоретанская капелла по проекту архитектора Константино Тенкаллы. В 1642 году часовня в стиле ренессанса с элементами барокко была освящена. В ней была помещена копия Святого Дома из Лорето. Когда в 1648 году Праге был дарован статус города, на его гербе был помещён образ Богоматери с младенцем над Святым Домом, поддерживаемым ангелами. В часовне находилась чтимая статуя Лоретанской Богоматери, привезённая из Италии, облеченная в одеяние из дорогих тканей и увенчанная золотой короной. Первоначально она была отделена решеткой и перед ней горели 14 лампад из позолоченного серебра.
В июле 1656 года во время вторжения в Польшу протестантов-шведов монастырь был разграблен и уничтожен. Он был восстановлен благодаря пожертвованиям Стефана Варшицкого, каштелляна Краковского и Михала Варшицкого, воеводы Сандомирского. Обитель сильно пострадала во время восстания Тадеуша Костюшко, когда Прагу штурмовала российская армия под командованием Александра Васильевича Суворова. Вокруг церкви образовалось кладбище, на котором были похоронены погибшие при обороне Праги местные жители.
Во время герцогства Варшавского французская армия снесла несколько церквей, в том числе в 1811 году ею был уничтожен монастырь бернардинцев в Праге, но капеллу местные жители отстояли. В 1807 году сюда была принесена кедровая готическая статуя Мадонны с младенцем из Камиона XV века, а статуя Лоретанской Богоматери была перенесена в церковь Святой Анны. В 1853 году часовня была перестроена по проекту архитектора Альфонса Кропивницкого. В 1931 году в храме был установлен орган.
Во время Варшавского восстания в 1944 году церковь сильно пострадала и была восстановлена в 1953 году. В 1961—1977 годы настоятелем прихода Лоретанской Богоматери был священник Стефан Недзелак.